# Генотерапия

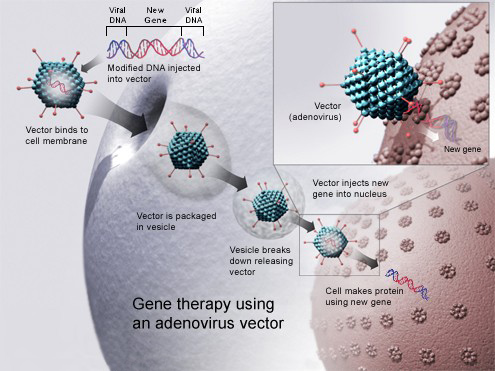
Генная терапия с использованием аденовирусного вектора. В некоторых случаях аденовирус вставляет новый ген в клетку. Если лечение успешно, то новый ген будет производить функциональный белок, что приводит к выздоровлению

Генотерапи́я — совокупность генноинженерных (биотехнологических) и медицинских методов, направленных на внесение изменений в генетический аппарат соматических клеток человека в целях лечения заболеваний. Это новая и развивающаяся область, ориентированная на исправление дефектов, вызванных мутациями (изменениями) в структуре ДНК, поражением ДНК человека вирусами или придания клеткам новых функций.

## Развитие концепции генотерапии
Концепция генотерапии, по-видимому, появилась сразу после открытия явления трансформации у бактерий и изучения механизмов трансформации клеток животных опухолеобразующими вирусами. Такие вирусы могут осуществлять стабильное внедрение генетического материала в геном клетки хозяина, поэтому было предложено использовать их в качестве векторов для доставки желаемой генетической информации в геном клеток. Предполагалось, что такие векторы могут в случае необходимости поправлять дефекты генома.
Реальностью генная коррекция соматических клеток стала после 1980-х годов, когда были разработаны методы получения изолированных генов, созданы эукариотические экспрессирующие векторы, стали обычными переносы генов у мышей и других животных.
Исторически генная терапия нацеливалась на лечение наследственных генетических заболеваний, однако поле её применения, по крайней мере теоретически, расширилось. В настоящее время генную терапию рассматривают как потенциально универсальный подход к лечению широкого спектра заболеваний, начиная от наследственных, генетических, и заканчивая инфекционными.

## История генной терапии

### 1970-е и ранее
В 1972 Фридман и Роблин опубликовали статью в Журнале Science под заголовком «Генная терапия для генетических болезней человека?» Роджерс (1970) предложил заменять дефектный ДНК у тех, кто страдал от генетических дефектов.

### 1980-е
В 1984 была разработана система ретровирусного вектора, способная эффективно вставлять инородные гены в хромосомы млекопитающих.

### 1990
Первое разрешенное в истории США клиническое исследование генной терапии было проведено 14 сентября 1990 в Национальном институте здоровья (NIH) под руководством Вильяма Андерсона.
Четырёхлетняя Ашанти ДеСильва получила лечение от тяжелого генетического дефекта сложного комбинированного иммунодефицита, связанного с недостатком фермента ADA. Во взятой у пациента крови дефектный ген был заменен на функциональный вариант. Это привело к частичному восстановлению иммунной системы Ашанти. Она временно стимулировала производство недостающего фермента, но не порождало новые клетки с функциональным геном. Ашанти продолжала получать инъекции скорректированных T-клеток каждые два месяца и имела возможность вести нормальную жизнь.

### 1993—2002
1993 год. Генная терапия пациента, страдающего SCID команде Френча Андерсона из Калифорнийского Университета. После проведения терапии белые кровяные клетки продолжали выполнять свои функции в течение 4 лет. Затем потребовалось повторное лечение.
«Отец генной терапии» Френч Андерсон вылечил двух девочек, 4 и 8 лет. Девочки были на грани смерти, но благодаря ему живы и здоровы по сей день.
1999 год. Джесси Гелсинджер умер при клиническом испытании генной терапии. Случай с Гелсинджером имел сильный тормозящий эффект для всех ученых в данной области.
1999 год. Каждый четвёртый ребёнок, страдающий SCID, лечится с помощью генной терапии.

### 2003 год
В 2003 команде Калифорнийского Университета удалось перенести гены в нейроны головного мозга, используя липосомы, покрытые полимером полиэтиленгликоль (англ. PEG). До этого перенос генов в нейроны головного мозга был невозможен из-за того, что вирусные векторы не могли преодолеть гематоэнцефалический барьер из-за своих больших размеров. На основе новой технологии разрабатываются методы генной терапии болезни Паркинсона.
Разрабатываются методы лечения синдрома Хантингтона с использованием процесса РНК-интерференции.

### 2006 год
Первая демонстрация эффективной борьбы с раком с использованием генной терапии. Учёные из National Institutes of Health (Мэриленд) успешно борются с метастазирующей меланомой у двух пациентов, используя генетически изменённые Т-киллеры.
Май 2006 года. Коллектив учёных во главе с Luigi Naldini и Brian Brown из Миланского San Raffaele Telethon Institute for Gene Therapy (HSR-TIGET) сообщил о прорыве в генотерапии: разработан способ «обмана» иммунной системы, вызывающей отторжение генно-модифицированных клеток. Для этого специфическим образом используется микроРНК. Открытие может сыграть ключевую роль в разработке методов генной терапии гемофилии.
В марте 2006 г. международная группа учёных объявила об успешном использовании генотерапии для лечения двух взрослых пациентов от заболевания, связанного с миелоидными клетками.

### 2007 год
В мае 2007 года Moorfields Eye Hospital и University College London’s Institute of Ophthalmology объявили о первом испытании генотерапии для лечения врожденного амавроза Лебера. Первая операция была выполнена на 23-летнем британце Роберте Джонсоне в начале 2007 года. Для этого использовался рекомбинантный аденоассоциированный вирус, несущий ген RPE65. Лечение привело к положительным результатам, при этом не было обнаружено никаких побочных эффектов.

### 2008 год
В декабре 2008 года успешно завершились испытания на мышах терапии серповидно-клеточной анемии.

### 2009 год
Генотерапия успешно применена для улучшения состояния больных ВИЧ и ТКИД (тяжелый комбинированный иммунодефицит). На грызунах показана эффективность генотерапии в терапии хронической боли и некоторых видов глухоты и слепоты.В настоящее время разрабатывается генотерапия для редкого и тяжелого заболевания — фибродисплазии. Происходит это в Университете штата Пенсильвания, при участии генетиков всего мира.

### 2010 год
Статья Комароми, опубликованная в апреле 2010 года, описала технологию генной терапии для лечения форм ахроматопсии у собак. Ахроматопсия или полная цветовая слепота используется в виде идеальной модели для разработки методов генной терапии, направленных на конусные фоторецепторы. Функция конусов и дневное зрение были восстановлены, по крайней мере, в течение 33 месяцев у двух молодых собак с ахроматопсией. Тем не менее, терапия была менее эффективна для старых собак.

### 2011 год
Пациент, проходивший лечение в 2007 и 2008 годах у Геро Хюттера, был излечен от ВИЧ методом повторной трансплантации гематопоэтических стволовых клеток (см. также аллогенная трансплантация стволовых клеток, аллогенная трансплантация костного мозга, аллотрансплантация) с двойной дельта-32 мутацией, которая отключает рецептор CCR5. Методы этого лечения, которые требовали полного удаления существующего костного мозга пациента, что было очень изнурительной процедурой, не были приняты медицинским сообществом вплоть до 2011 года.
Группе генетиков удалось вылечить лабораторных мышей от гемофилии с помощью аденоассоциированных вирусов. В течение 8 месяцев не обнаружено никаких побочных эффектов.
В 2011 в России был зарегистрирован «Неоваскулген» — первый в классе препарат генотерапии для лечения периферийной артериальной болезни, включая критическую ишемию конечности. Состав препарата — дезоксирибонуклеиновая кислота плазмидная сверхскрученная pCMV-VEGF165.

### 2012 год
Учёные из испанского Национального онкологического научного центра (исп. Centro Nacional de Investigaciones Oncologicas) под руководством его директора Марии Бласко (исп. María Blasco) доказали, что продолжительность жизни мышей можно увеличить однократным введением препарата, непосредственно воздействующего на гены животного во взрослом состоянии. Они сделали это с помощью генной терапии — стратегии, ещё ни разу не использовавшейся для борьбы со старением. Применение этого метода на мышах признано безопасным и эффективным. Мыши, получавшие терапию в возрасте одного года, жили дольше в среднем на 24 %, а в возрасте двух лет — на 13 %. Кроме того, лечение привело к значительному улучшению состояния здоровья животных, задержав развитие возрастных заболеваний — таких как остеопороз и резистентность к инсулину — и улучшив такие показатели старения, как нервно-мышечная координация. Это исследование «показывает, что можно разработать антивозрастную генную терапию на основе теломеразы без увеличения заболеваемости раком», утверждают его авторы. Таким образом, генная терапия становится одним из перспективных направлений, которые рождаются в настоящее время терапевтической сферы радикального продления жизни и остановки старения.
2 ноября Еврокомиссия впервые разрешила выпуск и продажу в ЕС лекарства нидерландской компании uniQure на основе генотерапии для лечения тяжёлого генетического заболевания — липопротеинолипазной недостаточности. Стоимость лекарства составит 1,6 млн долларов США, что является рекордом за всю историю медицины.
С 2012 года продаётся на территории России препарат, лечащий атеросклероз сосудов с помощью местной генотерапии.

### 2013 год
На 2013 год в мире разрешено к клиническому применению всего пять генных препаратов: три для лечения злокачественных новообразований, четвёртый — глибера, для лечения редкого наследственного заболевания — дефицита липопротеинлипазы, и неоваскулген.

### 2017 год
В ноябре 2017 года в Калифорнии прошла первая в мире процедура по «редактированию» генома взрослого человека прямо внутри его тела. Пациентом стал мужчина с мукополисахаридозом II типа (синдромом Хантера).

### 2019 год
На основе аденоассоциированного вектора AAV9  был создан препарат Zolgensma для лечения спинальной мышечной атрофии. Этот препарат считается наиболее дорогим лекарством со стоимостью курса (1 укол) более $2 млн. Разрешен в ряде стран с 2019 года. По некоторым оценкам, возможно порядка тысячи применений препарата до 2025 или 2027 года.

### 2023 год
19 мая 2023 года FDA одобрило к применению (разрешило использовать в медицинской практике) местную генную терапию дистрофического буллезного эпидермолиза, это первый эффективный метод лечения этого редкого заболевания. Препарат Vyjuvek представляет собой генный вектор на основе вируса простого герпеса первого типа
Управление по контролю лекарственных средств и изделий медицинского назначения в Великобритании разрешило применение первой в мире генной терапии для лечения серповидноклеточной анемии и бета-талассемии. Применение метода (эксагамглоген аутотемцел) разрешено для пациентов от 12 лет.

## Методы генотерапии
Подходы к генной терапии соматических клеток разделяют на две группы: генная терапия ex vivo и in vivo. Разрабатываются специфические лекарственные препараты на основе нуклеиновых кислот: РНК-ферменты, модифицированные методами генной инженерии олигонуклеотиды, корректирующие генные мутации in vivo и т. д.
Использование при имплантации ген-активированных материалов, модифицированных геннотерапевтическими препаратами, позволяет обеспечить отложенное и продолжительное высвобождение препарата in situ.
Разработка таких инструментов для генной модификации как CRISPR/Cas9 предоставили возможность в ближайшем будущем с помощью генной модификации устранять причины наследственных заболеваний и повысить устойчивость организма к старческим заболеваниям.
Существует несколько способов введения новой генетической информации в клетки млекопитающих.
Используют два основных подхода, различающихся природой клеток-мишеней:
- фетальная генотерапия, при которой чужеродную ДНК вводят в зиготу или эмбрион на ранней стадии развития; при этом ожидается, что введённый материал попадёт во все клетки реципиента (и даже в половые клетки, обеспечив тем самым передачу следующему поколению);
- соматическая генотерапия, при которой генетический материал вводят только в соматические клетки, и он не передаётся половым клеткам.

Наиболее эффективными методами доставки генов считаются вирусные векторы. Вирусы как средство доставки подбирают в зависимости от особенности генотерапевтических препаратов. Используются такие вирусы, как аденоассоциированный вирус, аденовирус, вирус простого герпеса, реовирус, вирус Коксаки, парвовирус, вирус Ньюкасла, вирус везикулярного стоматита.
Подходы к генной терапии:
1. Инъекция в оплодотворенную яйцеклетку  Этот подход, успешный на животных, мало пригоден для человека, поскольку для того, чтобы выявить наличие какого-либо дефекта в генотипе оплодотворенной яйцеклетки ее придется разрушить
2. Герминальная терапия. Цель – введение трансгенных клеток как в зародышевый путь, так и в популяцию соматических клеток. Недостаток – в геноме сохраняется мутантный аллель, который может сегрегировать в последующих поколениях.
3. Соматическая терапия. Цель – коррекция фенотипического проявления болезни с помощью генетической модификации некоторых клеток пациента с дефективным генотипом.  Используют рекомбинантные ретровирусы (недостатки – интеграция вектора может инактивировать гены; ретровирус атакует только пролиферирующие клетки, например, клетки крови) и аденовирусные векторы (атакует клетки дыхательного эпителия, поддерживается экстрахромосомно).

## Риски
Генотерапия может как обеспечить клиническую пользу, так и привести к расширению и злокачественной трансформации гемопоэтических клонов с переносными векторными вставками вблизи онкогенов, при использовании лентивирусных векторов, что увеличит риск лейкемии.
По состоянию на 2023 год известны риски применения систем редактирования генома:
- Риск трансдукции нецелевой популяции клеток

- Риск модификации генов в клетках зародышевой линии[47]

- Возникновение хромосомных перестроек

- Инициация апоптоза клеток

- Риск длительной персистенции в организме

- Риск иммуногенности

### Online-журналы
- Human Gene Therapy
- Human Gene Therapy Methods
- Human Gene Therapy Clinical Development